# 23. poprawka do Konstytucji Stanów Zjednoczonych
23. poprawka do Konstytucji Stanów Zjednoczonych – poprawka przyznająca elektorów wybierających prezydenta i wiceprezydenta Dystryktowi Kolumbia, czyli stołecznemu Waszyngtonowi. Weszła w życie 29 marca 1961 roku. Nie jest to stan, ani część żadnego stanu. Dlatego mieszkańcy byli tego pozbawieni.

## Treść
Section 1. The District constituting the seat of Government of the United States shall appoint in such manner as the Congress may direct:
A number of electors of President and Vice President equal to the whole number of Senators and Representatives in Congress to which the District would be entitled if it were a State, but in no event more than the least populous State; they shall be in addition to those appointed by the States, but they shall be considered, for the purposes of the election of President and Vice President, to be electors appointed by a State; and they shall meet in the District and perform such duties as provided by the twelfth article of amendment.
Section 2. The Congress shall have power to enforce this article using appropriate legislation.

co można przetłumaczyć jako:

Dział 1. Okręg, będący siedzibą naczelnych władz Stanów Zjednoczonych, wyznacza w trybie określonym przez Kongres elektorów prezydenta i wiceprezydenta w liczbie odpowiadającej liczbie senatorów i członków Izby Reprezentantów, do której okręg byłby uprawniony, gdyby był stanem; nie może to być jednak liczba większa od przypadającej stanowi o najmniejszej liczbie mieszkańców. Elektorzy ci uzupełniają elektorów wyznaczonych przez stany; przy wyborze prezydenta i wiceprezydenta działają tak, jakby zostali wyznaczeni przez stan, a zbierając się w okręgu wykonują te obowiązki, które zostały określone przez dwunasty artykuł poprawek.

Dział 2. Kongres uprawniony jest zapewnić przez odpowiednie ustawodawstwo wykonanie niniejszego artykułu.